# Clapra marginata
Clapra marginata là một loài bướm đêm trong họ Noctuidae.